# Schyren-Gymnasium Pfaffenhofen
Das Schyren-Gymnasium Pfaffenhofen ist ein staatliches Gymnasium in Pfaffenhofen an der Ilm.
Neben dem Hallertau-Gymnasium Wolnzach ist es eines der beiden Gymnasien im Landkreis Pfaffenhofen.

## Geschichte
Der Lehrbetrieb wurde, zunächst unter dem Namen „Realgymnasium Pfaffenhofen a.d. Ilm“, im Schuljahr 1964/65 aufgenommen. Zuvor hatte es bereits ein Gymnasium der Benediktiner im Kloster des Nachbarortes Scheyern gegeben. Gründungsdirektor war Fritz Ustrich. Unterrichtet wurden im ersten Schuljahr 58 Schüler in zwei Klassen von neun Lehrkräften. Untergebracht war das Gymnasium zuerst in Räumen der Verbandsberufsschule am Schleiferberg. Im Jahr 1968 erfolgte bereits der Umzug in die Niederscheyerer Straße, jedoch vorläufig in das neugebaute Gebäude der heutigen Georg-Hipp-Realschule. Im Schuljahr 1971/72 war eine Schülerzahl von 1000 überschritten. Im Jahr 1976 wurde dann der benachbarte, größere Neubau an der heutigen Adresse bezogen.
Im Jahr 1994 wurde der Erweiterungsbau auf der anderen Seite des Gerolsbachs fertiggestellt, in dem – neben einigen zusätzlichen Klassenräumen und Turnhallen – die Kreisbibliothek untergebracht wurde. Im gleichen Jahr wurde das zwei Jahre zuvor als Außenstelle des Schyren-Gymnasiums gegründete Gymnasium Wolnzach eigenständig. Die Schülerzahl am Schyren-Gymnasium ging daraufhin leicht zurück. Ab 1999 kam es aber wieder zu einem Anstieg. Der Höchststand wurde im Schuljahr 2009/10 mit 1509 erreicht. 2014 feierte die Schule ihr 50-jähriges Bestehen. Die im Jahr 2013 begonnene Generalsanierung der Gebäude soll bis 2024 abgeschlossen sein.

## Ausbildungsrichtungen
In der 5. Klasse beginnen alle Schüler mit Englisch als erster Fremdsprache. In der 6. Klasse stehen Französisch und Latein zur Auswahl. Das Gymnasium bietet ab der 8. Klasse einen sprachlichen Zweig mit Spanisch als dritter Fremdsprache sowie einen naturwissenschaftlich-technologischen Zweig mit zusätzlichen Profilstunden in den Fächern Physik, Chemie und Informatik an.

## Name
Im Jahr 1967 bat Schulleiter Ustrich in einem Schreiben an Landrat Dr. Eisenmann, die Schule nach dem Sprach- und Mundartforscher Johann Andreas Schmeller zu benennen, der im 18. Jahrhundert Schüler an der Klosterschule in Scheyern war. Im Jahr 1969 erfolgte dann jedoch die Verleihung des Namens Schyren-Gymnasium durch das bayerische Kultusministerium in einem Festakt unter Anwesenheit von Ministerpräsident Goppel.
Das Gymnasium ist als eine von 64 MINT-EC-Schulen in Bayern (Stand: 2024) berechtigt, Schülern das MINT-EC-Zertifikat zu erteilen.